# Juan Antonio Ramos
Juan Antonio Ramos Sánchez (Barcelona, 18 de agosto de 1976) es un deportista español que compitió en taekwondo. Está casado con la expracticante de taekwondo Brigitte Yagüe.
Ganó tres medallas en el Campeonato Mundial de Taekwondo entre los años 1997 y 2007, y cuatro medallas en el Campeonato Europeo de Taekwondo entre los años 1998 y 2004.
Participó en dos Juegos Olímpicos de Verano, obteniendo el cuarto lugar en Atenas 2004 y el quinto en Pekín 2008, en ambas ocasiones en la categoría de –58 kg.

## Palmarés internacional
| Campeonato Mundial | Campeonato Mundial       | Campeonato Mundial | Campeonato Mundial |
| Año                | Lugar                    | Medalla            | Categoría          |
| ------------------ | ------------------------ | ------------------ | ------------------ |
| 1997               | Hong Kong (China)        | Medalla de oro     | –50 kg             |
| 2001               | Jeju (Corea del Sur)     | Medalla de bronce  | –54 kg             |
| 2007               | Pekín (China)            | Medalla de oro     | –58 kg             |
| Campeonato Europeo |                          |                    |                    |
| Año                | Lugar                    | Medalla            | Categoría          |
| 1998               | Eindhoven (Países Bajos) | Medalla de bronce  | –54 kg             |
| 2000               | Patras (Grecia)          | Medalla de oro     | –54 kg             |
| 2002               | Samsun (Turquía)         | Medalla de plata   | –54 kg             |
| 2004               | Lillehammer (Noruega)    | Medalla de oro     | –58 kg             |

## Condecoraciones
| Distinción                                       | Año  |
| ------------------------------------------------ | ---- |
| Medalla de oro – Real Orden del Mérito Deportivo | 2008 |